# 山吹町 (横浜市)
山吹町（やまぶきちょう）は、神奈川県横浜市中区の町名。「丁目」のない単独町名である。住居表示未実施区域。

## 地理
中区の北西部に位置し、北西に弥生町、北東と東に長者町、南に富士見町、西に南区永楽町と接している。

## 歴史

### 沿革
- 1889年（明治22年）4月1日 - 横浜市に編入。横浜市山吹町となる[6]。
- 1927年（昭和2年）10月1日 - 横浜市の区制施行により、中区を新設。横浜市中区山吹町となる[7]。
- 1967年（昭和42年）2月7日 - 山吹町の一部を長者町へ編入[8]。

## 世帯数と人口
2025年（令和7年）6月30日現在（横浜市発表）の世帯数と人口は以下の通りである。
| 町名   | 世帯数  | 人口  |
| ------ | ------- | ----- |
| 山吹町 | 238世帯 | 302人 |

### 人口の変遷
国勢調査による人口の推移。
| 年                 | 人口 |
| ------------------ | ---- |
| 1995年（平成7年）  | 92   |
| 2000年（平成12年） | 107  |
| 2005年（平成17年） | 92   |
| 2010年（平成22年） | 222  |
| 2015年（平成27年） | 375  |
| 2020年（令和2年）  | 343  |

### 世帯数の変遷
国勢調査による世帯数の推移。
| 年                 | 世帯数 |
| ------------------ | ------ |
| 1995年（平成7年）  | 79     |
| 2000年（平成12年） | 91     |
| 2005年（平成17年） | 78     |
| 2010年（平成22年） | 192    |
| 2015年（平成27年） | 264    |
| 2020年（令和2年）  | 264    |

## 学区
市立小・中学校に通う場合、学区は以下の通りとなる（2024年11月時点）。
| 番地 | 小学校             | 中学校                 |
| ---- | ------------------ | ---------------------- |
| 全域 | 横浜市立本町小学校 | 横浜市立横浜吉田中学校 |

## 事業所
2021年現在の経済センサス調査による事業所数と従業員数は以下の通りである。
| 町名   | 事業所数 | 従業員数 |
| ------ | -------- | -------- |
| 山吹町 | 15事業所 | 487人    |

### 事業者数の変遷
経済センサスによる事業所数の推移。
| 年                 | 事業者数 |
| ------------------ | -------- |
| 2016年（平成28年） | 11       |
| 2021年（令和3年）  | 15       |

### 従業員数の変遷
経済センサスによる従業員数の推移。
| 年                 | 従業員数 |
| ------------------ | -------- |
| 2016年（平成28年） | 244      |
| 2021年（令和3年）  | 487      |

## 施設
- 神奈川県伊勢佐木警察署
- 横浜市中消防署

## その他

### 日本郵便
- 郵便番号：231-0038[3]（集配局：横浜港郵便局[18]）

### 警察
町内の警察の管轄区域は以下の通りである。
| 番地 | 警察署         | 交番     |
| ---- | -------------- | -------- |
| 全域 | 伊勢佐木警察署 | 寿町交番 |